# Maurice Rollinat

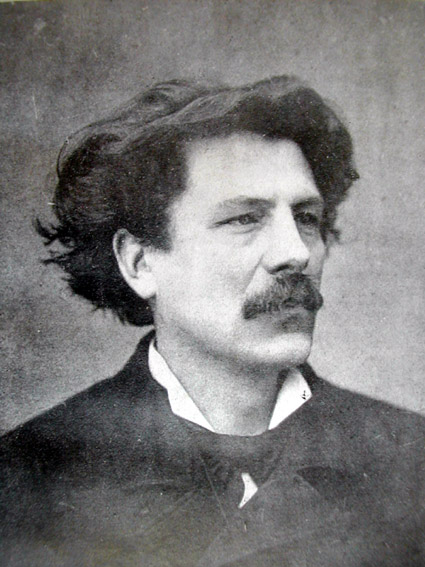
Maurice Rollinat

Joseph Auguste Maurice Rollinat (n. 29 decembrie 1846 la Châteauroux - d. 26 octombrie 1903 la Ivry-sur-Seine) a fost un poet francez, care a aparținut simbolismului.
A fost influențat cu precădere de către Charles Baudelaire și Edgar Allan Poe.
A debutat în literatură încurajat de George Sand, care era prietenă cu tatăl său.
În primul său volum, Dans les brandes (apărut în 1877) descrie natura liniștită a regiunii natale, pentru ca în volumul Les Névroses (apărut în 1883) să se înscrie în linia înaintașilor săi simboliști.